# عمير بن أبي وقاص
عمير بن أبي وقاص (المتوفي سنة 2 هـ) صحابي بدري، هاجر إلى يثرب، وشارك مع النبي محمد في غزوة بدر، وقُتل في المعركة.

## سيرته
أسلم عمير بن أبي وقاص مالك بنِ وهيب بن عبد مناف بن زهرة بن كلاب قديمًا، وهو أخو الصحابي سعد بن أبي وقاص، وأمه هي حمنة بنت سفيان بن أمية بن عبد شمس بن عبد مناف. هاجر إلى يثرب، وآخى النبي محمد ﷺ بينه وبين عمرو بن معاذ أخي سعد بن معاذ. تقدّم عمير للمشاركة في غزوة بدر، فاستصغره النبي محمد، وأرجعه. فبكى عمير، فأجازه، ولكنه قُتل في المعركة قتله عمرو بن عبد وُدّ العامري، وعمر عمير يوم قُتل 16 سنة.